# Lee Strasberg
Lee Strasberg (Budzanów, Orosz Birodalom (ma: Ukrajna), 1901. november 17. – New York, 1982. február 17.) amerikai színész, rendező, drámapedagógus, író, a Group Theatre alapító tagja, 1951-től a New York-i Actors Studio, “Amerika legtekintélyesebb színházi közösségének” igazgatója. 1969-ben New Yorkban, majd Los Angelesben is megalapítja saját színműhelyét, a Lee Strasberg Theatre and Film Institute-ot. Konsztantyin Sztanyiszlavszkij színésztechnikai módszerének követője. Tanítványai voltak többek között Marlon Brando, James Dean, Marilyn Monroe, Paul Newman, Al Pacino, Anne Bancroft és Robert De Niro színészek, valamint Elia Kazan rendező.

## Pályája kezdete
Lee Strasberg 1901-ben, a mai Ukrajna területén, Budzanowban született, zsidó szülők harmadik fiaként. Édesapja az 1900-as évek elején emigrált New Yorkba, ahol ruhatisztítóként dolgozott. 1909-ben családja is követte.
A fiatal Strasberg imádta a könyveket, és rajongott bátyjáért, Zalmonért. Amikor Zalmon az 1918-as influenzajárványban meghalt, Strasberg olyan mélyen depressziós lett, hogy kiváló tanulmányi eredményei ellenére abba kellett hagynia a középiskolát. Egy rokona kérésére részt vett a Progressive Drama Club nevű zsidó színház produkciójában, ahol egy kisebb szerepet kapott. Később csatlakozott a Christie Street Settlement Housecsoporthoz.
Színészethez való tehetségét Philip Loeb, az Amerikai Színházak Szakszervezetének elnöke fedezte fel, de Strasberg akkor még nem gondolkodott színházi karrierről – ügyintézőként és könyvelőként dolgozott egy parókaüzletben. Huszonhárom évesen mégis beiratkozott a Clare Tree Major School of the Theater-be.

## Sztanyiszlavszkij hatása
Amikor Konsztantyin Sztanyiszlavszkij 1923-ban a moszkvai Művész Színházzal az Egyesült Államokban vendégszerepelt, Strasberg élete gyökeresen megváltozott. A társulat előadásaiban a színészek egytől egyig lehengerlő intenzitással és alázattal játszottak, manír és póz nélkül. A karakterek megformálásakor saját élettapasztalataikat használták fel, így játékuk hiteles volt. Ehhez hasonló színjátszás azelőtt nem, vagy csak kis mértékben volt jelen az amerikai színpadon.
Strasberg tisztában volt színészi jövőjének bizonytalanságával – sovány és csúnya férfinak tartotta magát -, de tudta, hogy elméleti szakemberként és az “új módszer” tanáraként az amerikai színház megújításának úttörője lehet.
Miután elvégezte a Clare Tree Major School of the Theater-t, Sztanyiszlavszkij két tanítványával, Maria Ouspenskaya-val és Richard Boleslawski-val létrehozta az American Laboratory Theater-t, ahol relaxációs, koncentrációs, valamint érzet- és effektív emlékezet-felidéző gyakorlatokat dolgoztak ki. Ez utóbbi Strasberg legtöbb vitát kiváltó gyakorlata volt, melyben a színész életének meghatározó lelki élményeit eleveníti fel, s használ a karakterépítéskor.

## A rendező és tanár

### Group Theater
Miután a New York-i Színházi Szakszervezetnél ismertségre tett szert, 1931-ben részt vett a Group Theater megalapításában, ahol kifejlesztette azt a színésztechnikát, mely később a “Módszer”-ként (Method) vált híressé. Strasberg tanítási stílusa sok mindenben hasonlított Stanislavskiéhoz, akinek A színész felkészül című könyve az értelmezés pszichológiáját boncolgatta. Munkáját rendezőként kezdte, de egyre több időt és energiát szánt a színészek képzésére. A Group Theatert “Amerika első valódi színházi csoportjaként” kezdték emlegetni, ahol később az “ígéretes tehetségek” ösztöndíjat kaphattak a hároméves programhoz.
A Publishers Weekly szerint: “A Group Theater önmaga által meghatározott küldetése újra kapcsolatba hozni a színházat a gondolatiság és cselekvés világával, ahol morális és szociális kérdésekkel szembesülünk. A tagok, Harold Clurman, Lee Strasberg, Stella Adler, Luther Adler, Clifford Odets, Elia Kazan és néhány idealista színész szerencsétlenül összeválogatott csoportja között láthatólag kreatív együttműködés jött létre, de a munkát megmérgezte a féltékenység, a csoporton belüli szerelmi viszonyok és a folyamatos feszültségek. Az amerikai drámaíró, Arthur Miller véleménye szerint azonban a Group Theater egyedi volt és megismételhetetlen.”
Harold Clurman társalapító, arról, hogy Strasberg mit hozott a Group Theater-be, a következőt írta:
“Lee Strasberg egyike az amerikai színházrendezők kicsiny csoportjának. Az emésztő önuralom által megfékezett, a lelki törékenység által elhallgattatott erős érzelmek, a büszkeség-, félelem- és szégyenérzet megzabolázásának rendezője. Lee módszerének eredménye egy kontrollált, feszült, tragikus és állandó belső konfliktus, melynek gyökerei egy mély és bonyolult lelki élmény tudatállapotához vezetnek vissza, ellentmondásokhoz és szenvedéshez.”
Strasberg, Kazan, Clurman és a Group Theater nyaranta a Pine Brook Country Club épületében dolgozott, Connecticut államban, egy vidéki kisvárosban, Nicholsban.

### Actors Studio
1947-ben Elia Kazan, Robert Lewis és Cheryl Crawford – szintén tagjai a Group Theaternek – létrehívták az Actors Stúdiót, mint nonprofit színházi műhelyt, önmaguk fejlesztésére törekvő profi színészek számára, akik saját képességeikre és adottságaikra akartak koncentrálni, távol a kommercionális színházi közeg nyomásától. Strasberg 1951-ben lett művészeti vezető. Mint tanár és a színjátszás megújítója, forradalmasította az amerikai színészképzést; mellette olyan színészek kötelezték el magukat, mint Kim Hunter, Marilyn Monroe, Julie Harris, Paul Newman, Geraldine Page, Ellen Burstyn és Al Pacino. Megalakulásától kezdve az Actors Studio minden támogatást megkapott New York államtól. “Minden körülmény biztosított, hogy olyan színházat csináljunk, mely az ország büszkesége lehet.” – jelentette ki Strasberg 1959-ben. A UCLA egyetem színészpedagógusa, Robert Hethmon írta: “Az Actors Studio egy menedék, melynek titka rejtve van az alkalmi betolakodók, kíváncsiskodók és haszonlesők elől. A Stúdió megismerteti a színészt saját, belső ellenségével, és hozzásegíti Strasberg pragmatikus látásmódjának elsajátításához, a tréningeken és a színész belső problémáinak megoldása közben egyaránt. Szándékosan szerény körülmények közt folyik a munka, az Actors Studio lényege a bensőséges légkör, melyben Lee Strasberg és néhány tehetséges színész dolgozhat.”
Strasberg a következőt írta:
“A Studio-ban mi nem azzal töltjük el az időt, hogy körbeülünk és egymás egoját dagasztjuk. Az emberek néha csodálkoznak, mennyire szigorúak vagyunk egymáshoz.”
Az Actors Studio-ba való felvétel egy meghallgatás által történt, és évente több mint ezer színészből csupán öt-hat jelentkezőt választottak ki a rendezők. “A Studio sui generis (latin, saját műfajának megteremtője) volt és ma is az” – büszkén hangoztatta Elia Kazan. A kezdetekben egy szűk kis ösvényen haladva, megtartva az intim, zárt közösségi formát, a műhely hamar jó hírnevet szerzett magának színházi körökben. Ez lett az a hely, ahol a legígéretesebb, a hagyományostól eltérő kezdő színészek fiatal, lendületes rendezőktől tanulhattak.
Akik az Actors Studio-ban dolgoztak: Julie Harris, Paul Newman, Joanne Woodward, Geraldine Page, Maureen Stapleton, Anne Bancroft, Dustin Hoffman, Patricia Neal, Rod Steiger, Mildred Dunnock, Eva Marie Saint, Eli Wallach, Anne Jackson, Ben Gazzara, Sidney Poitier, Karl Malden, Shelley Winters, Dennis Hopper és Sally Field.
James Lipton filmtörténész szerint az Actors Studio a világ egyik legtekintélyesebb intézményeinek egyike lett, a színészképzés “magasabb színvonalú” oktatására való törekvésével. Az alapítók, beleértve Strasberget, teljes elkötelezettséget és rendkívüli tehetségre való törekvést követeltek a diákoktól. Jack Nicholson ötször felvételizett, mielőtt a Stúdióba került; Dustin Hoffman hatszor; Harvey Keitel tizenegyszer. Minden egyes elutasítás után a jelentkezőnek egy évet kellett várnia, míg újra felvételizhetett. Martin Landau és Steve McQueen voltak az egyedüli színészek, akik a több mint kétezer felvételiző közül első próbálkozásra felvételt nyertek.
Al Pacino
“Az Actors Studio nagy fordulatot hozott az életembe. Lee Strasberg jóval kevesebb megbecsülést kapott, mint amennyit érdemelt. Marlon Brando egyáltalán nem tisztelte őt. Charles Laughtonnal együtt ez engem is felháborított. A Studio közvetlenül hatott rám abban, hogy bármi egyéb munkával felhagyjak és csak a színészetre koncentráljak.”
Marlon Brando
A filmsztárok Strasberg Actors Studio-jából a színésztársadalom egy új rétegét teremtették meg, melyet a “lázadó hős” címkével jelöltek – írta Pamela Wojcik. Sam Staggs véleménye szerint Marlon Brando volt az Actors Studio vonatának felforrósodott kazánja, a Method színjátszás megtestesítője. Ám mielőtt a Studio-hoz került, Brando a Group Theater egyik alapítójánál, Stella Adlernél tanult, aki némileg másképp értelmezte Staniszlavszki módszerét, mint Strasberg. Brando színésztechnikáját a Method-ra alapozta, mint állította, “Ez tett valódi színésszé. Karaktereim megformálásában e módszer segítségével tanultam meg a tudatalattim mélyére menni, és fölhasználni minden élményt, ami valaha ért.”
Brando életrajzában, a Dalok, melyeket anyám tanítottban a színész nem ismeri el, hogy Strasbergtől bármit is tanult volna.
“Miután valamelyest sikeres lettem, Strasberg megpróbálta elhitetni az emberekkel, hogy ő tanított a színészetre. A csillagokat is letagadta volna az égről, ha biztosra vehette volna, hogy megússza. Színészguruként próbálta bemutatni magát. Néhányan imádták őt, sosem tudtam, miért. Ha néha szombat reggel beugrottam az Actors Studio-ba, az azért volt, mert Elia Kazan tartott órát, és mert rengeteg csinos lány járt oda, de Strasberg nekem semmit nem tanított. Stella, ő igen, és később Kazan.”
James Dean
James Dean életrajzírója, W. Bast a következőt írta: “1952-ben, huszonegy évesen Dean egy levélben büszkén írt családjának az Actors Studio-ról: A színház legeslegjobb iskolája. Csodás emberek vannak itt, Marlon Brando, Julie Harris, Arthur Kennedy, Mildred Dunnock, csak néhányan közülük. Ez a legjobb, ami egy színésszel történhet. Én vagyok köztük a legfiatalabb.”
Marilyn Monroe
Maurice Zolotov filmrendező Monroe-ról: “A Hétévi vágyakozás és a Van, aki forrón szereti között csupán négy év telt el, de Marilyn Monroe teljesen megváltozott. A világ egyik legünnepeltebb személyisége lett. Elvált Joe Di Maggio-tól. Aztán hozzáment Arthur Millerhez. Lee Strasberg tanítványa lett és komolyan kezdett a színészettel foglalkozni. És: jó könyveket kezdett olvasni...”
Tennessee Williams
Színdarabjai az Actors Studio végzős színészei által váltak népszerűvé, akikről azt mondta, “Erősebb és őszintébb színjátszási stílust követnek. Belülről kifelé játszanak. Valódi érzéseket közvetítenek. Az élet savát-borsát mutatják meg.” Tennessee Williams szintén alapítója volt a csoportnak, valamint kulcsfigurája a színjátékíró tagozatnak; később megírta A vágy villamosát, melynek filmváltozatában Brando legnagyszerűbb korai alakítását nyújtotta.
Jane Fonda
Egy interjúban arról beszélt, hogy ötéves korában bátyjával, Peter Fondával édesapjuk, Henry Fonda filmjeihez hasonló western-történeteket játszottak el. Előbb a Vassar College-ba járt, majd két évig általános művészetet tanult Párizsban. Mikor visszatért az Egyesült Államokba, találkozott Lee Strasberggel, mely találkozás megváltoztatta addigi életét. “Elmentem az Actors Studio-ba és Lee Strasberg azt mondta, tehetséges vagyok. Egy valódi tehetség. Ez volt az első alkalom, hogy bárki, kivéve apámat – akinek ez volt a kötelessége -, azt mondta, jó vagyok. Bármiről is volt szó. Ez volt életem nagy fordulópontja. Elalvás előtt a színészeten gondolkodtam. Mikor fölkeltem, a színészeten gondolkodtam. Olyan volt, mintha felszabadultam volna addigi életem nyomása alól!”

## Tanítási módszerek és filozófia
Filozófiájának ismertetésekor Strasberg ezt írta: “A két felfedezés, mely elsődleges szemponttá vált a munkám során, az Actors Studio-ban és magánóráimon egyaránt, az improvizáció és az effektív memória felidézése. E két technika használatának végeredményeként a színész ki tudja fejezni éppen aktuális érzelmeit, karakterének megfelelően.”

### Tanítási módszerek
Strasberg nagy fegyelmet követelt színészeitől valamint mély pszichológiai jelenlétet.
Így magyarázta:
“Az ember, aki játszik, ugyanaz az ember, aki valódi életet él. Ez fontos körülmény. A színész egy kitalált történetet él át, egy álmot; az életben pedig mindig valós ingerekre reagálunk. A színésznek folyamatosan képzeletbeli impulzusokra kell válaszolnia. Ennek nem csupán úgy kell végbemennie, mint az életben, hanem intenzívebben és kifejezőbben. Bár a színész könnyen tesz meg dolgokat civilben, amikor ugyanazt kell színpadon, kitalált körülmények között megismételnie, nehézségekbe ütközik, mert nincs felkészülve az élet lemásolására. Hinnie kell. Ahhoz, hogy a színpadon cselekedni tudjon, meg kell győznie magát annak érvényességéről, amit csinál.”
Mel Gussow filmkritikus: “Strasberg arra kéri a színészeket, hogy felkészülésük közben ne csak a karakter színdarabbeli életén gondolkodjanak, hanem ami még fontosabb, mi történt, mielőtt a színdarab elkezdődött. A próbán megbeszélik a karakter különböző életszakaszait, és el is játsszák azokat. A színdarabban történtek már csak a karakter addigi életének következményei.”
A diák Elia Kazan
Az Oscar-díjas Elia Kazan életrajzában így írt tanárával, Strasberggel kapcsolatos legelső emlékeiről, a Group Theater “tábori” élményeinek felidézésekor:
“A kisugárzása egy prófétáé volt, egy varázslóé, egy boszorkánydoktoré, és egy megfélemlített zsidó családfőé. Ő volt a tábor tevékenységének mozgatórugója, az örvény centruma. Minden köré szerveződött. Készülve a következő évad nyitó darabjának rendezésére, minthogy az évad előtti nyáron megkapta mindhárom szövegkönyvet, melyen aztán dolgozott, megadta az alapvető instrukciókat színészeinek, és az irányokat, melyek mentén a csoport dolgozott. Ő volt az erő, amely összetartotta azt a harmincegynéhány embert, és gyúrta később állandó közösséggé. Ezt nemcsak kivételes szakmai tudása eredményezte, hanem hirtelen természete is. Élvezte ezt az állapotot, akár egy admirális. A színészek csupán annyi előnyben részesültek, mint bárki más részesült volna, és olybá tűnt, munkájuk tökéletes elvégzéséhez egy mindenki által elismert tekintély jelenlétére volt szükség – akitől féltek. Nem volt, ki megkérdőjelezte volna vétójogát és vezető szerepét a nyári műhelymunka során; amit mondott, szentírás volt. Kegyeinek elnyerése mindenkinek elsődleges célja lett. Robbanékony viselkedésével tartotta fenn a fegyelmet egy tábornyi, indulatokkal teli ember közt. Rájöttem, hogy ha a csoportban nincs meg a tőle való félelem, a Group Theater idejekorán darabjaira hullik, tagjai ellenkező irányba indulnak, mint amelyet Strasberg kijelölt nekik. Még ha csodáltam is őt, én is tartottam tőle. Lee művészi forradalmat csinált. Egy olyan csoport, mint a Group Theater – mely még második évében is csak formálódott, kísérletezett – egyedül egy Strasberghez hasonló fanatikus vezetésével maradhatott életben. Egy ilyen ember eltántoríthatatlan, nem ismer kompromisszumot és nem irányítható. Tudta, hogy szükség van erre a forradalomra, és feltüzelte a feladat, melyet küldetésében látott.”
Tantermi keretek között
Kazan az órákról:
“Színésztechnika-óráit Lee szigorú szabályok szerint tartotta, és felügyelte az első feladatok elvégzését. Ezek főként a színész vérmérsékletének serkentésében játszottak szerepet. Az egyszerű, ám fontos gyakorlatok, melyeket azóta néhány tanár saját érdekében túlbonyolított, olyan fizikai és lelki körülmények újrafelidézéséből álltak, melyek erős érzelmi hatással bírtak a színész valamely korábbi életszakaszában. Ez olyan, mint amikor véletlenül meghallunk egy dallamot, melyet életünk egy viharos korszakában hallottunk először, s újra átéljük akkori érzelmeinket, extázisba vagy dühbe jövünk, vagy akár ölni akarunk. A színész tisztában lesz érzelmi képességeivel, melyeket öningerléssel ébreszthet fel, és azzal is, hogy érzései lesznek munkájának alapanyagai. Lee arra kérte diákjait, hogy mielőtt a jelenetet elkezdik, szánjanak egy percet az érzelmeiket befolyásoló tényezők felidézésére, melyek összhangban lesznek a jelenetben játszottakkal. “Szánj rá egy percet!” – ez lett annak a nyárnak a jelmondata, amikor ezt legtöbbször hallottuk; mint ahogy Lee munkájának védjegyévé vált az a belső koncentráció is, melyet rendezés közben elvárt. Színészei gyakran az önhipnózis állapotában tűntek fel.”
James Dean
1955-ben Strasberg tanítványa, a huszonnégy éves James Dean, akit rövid élete során kétszer jelöltek Oscar-díjra, sportautójával halálos balesetet szenvedett. Nem sokkal a baleset után, Strasberg egyik előadásán Deanről beszélt. Alább néhány részlet olvasható az előadást rögzítő hangfelvételből:
“...pokolba vele! Nem volt szándékomban ezt mondani, mert nem tudom, ilyenkor hogyan viselkedem; nem hinném egyébként, hogy zavarna. De valamelyik este láttam Jimmy-t az Óriásban, és ezt kell, hogy mondjam (sírni kezd). Na látják, ettől féltem... (hosszú szünet) Amikor beültem a kocsimba, sírtam... A veszteség miatt, ami bennünket ért... Ha van bármi, amire érzékenyebben reagálok – talán mert öregszem vagy mert egyre szentimentálisabbá válok -, az a veszteség, mely a színházat érte, a tehetség, mely épp’ csak szárnyalni kezdett, és a munka, mely ezt a tehetséget felemelte oda, ahol lennie kellett. És mire odaért, mi történt vele?! Az értelmetlen rombolás, szökellés egyik dologról a másikra, a tehetség és az élet elpazarlása, az a furcsa magatartás, ami nemcsak Jimmy-nek volt – hisz’ láthatják, megannyi színész keresztül megy ezen. Amint valaki színésszé lesz és elér valamit, ugyanaz történik, ivás és annak következményei, mintha csak az ösztönök vinnék rá az embert, s ez számomra félelmetes. Nem tudom, mit kell tenni... Talán az egyetlen megoldás, ha megpróbáljuk nem csupán az egyén fejlődését ösztönözni, amiről, azt hiszem, mi gondoskodtunk, hanem hogy az egyéni fejlődés elsősorban a színházat szolgálja, és a siker vagy sikertelenség ne a véletlenen múljon. De sajnos nagyon félek, hogy próbálkozásaim ellenére semmi sem lesz másképp, rohanunk tovább, hogy utolérjük magunkat egy idegen ösvényen, melyen képtelenek vagyunk a saját életünket élni. A Studio jövőjét abban látom, hogy a csoport egy emberként küzd, következetes és folytonos erőfeszítéssel. Mindig is erről álmodtam. Ez az, ami első pillanattól kezdve a színházba vitt engem. Ez motivált, amikor az Actors Studio-ban dolgoztam. És most itt az ideje, hogy kicsit többet gondolkodjunk a tehetség egyéni felelősségén. De elakadtam. Nem tudom. Ez egy létező probléma a Studio-ban.”
Marilyn Monroe
Strasberg egyik legsikeresebb tanítványa, Marilyn Monroe 1962-ben, harminchat éves korában, feltehetőleg öngyilkosságban, életét vesztette. Strasberg azt állította, Monroe volt az egyik, aki messzemenően meghaladta az összes színészt, akivel addig együtt dolgozott, a másik pedig Marlon Brando. Halála idején karrierje csúcsán volt. Az Amerikai Film Intézet 1999-ben minden idők hat legkiválóbb női sztárja közé emelte. Temetésén Strasberg búcsúztatta.
“Marilyn mindannyiunk odaadó és hűséges barátja volt – egy kolléga, aki mindig a tökéletességre törekedett. Megosztotta velünk bánatát, nehézségeit és örömét. Családtag volt. Nehéz elfogadni, hogy életvidámsága ezzel a borzasztó balesettel ért véget. Fényes sikerei ellenére tervei voltak a jövőt illetően. Izgatott volt, valahányszor új feladatot kapott. Az ő szemében s az enyémben is, pályája épp csak elkezdődött. Ragyogó tehetség volt. A benne lévő vágyakozás, ragyogás és sóvárgás megkülönböztette őt másoktól; mindenki szeretett volna részese lenni e gyerekes naiva életének, aki egyszerre volt félénk és vibráló.

## Magánélet
Házasságai
Első felesége Nora Krecaun volt, 1926-tól Nora 1929-es haláláig. 1934-ben feleségül vette Paula Miller (1909–1966) színésznőt és drámapedagógust – Paula 1966-ban hunyt el, rákban. Házasságukból született Susan Strasberg színésznő (1938–1999) és John Strasberg színészpedagógus (1941-). Harmadik felesége Anna Mizrahi (1939-), két legkisebb gyermekének, Adam Lee Strasbergnek és David Lee Israel Strasbergnek édesanyja.

## Halála és öröksége

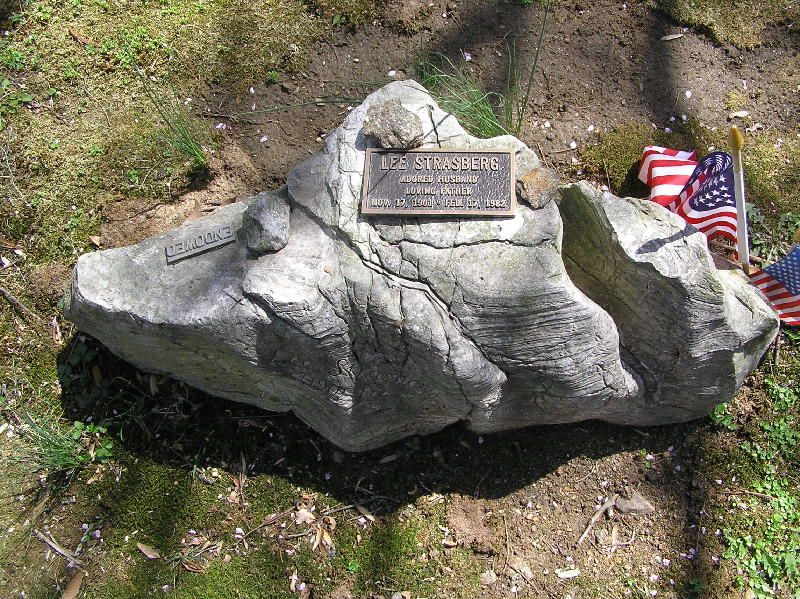
Strasberg síremléke

1982. február 17-én, nyolcvanadik életévében, Lee Strasberg New Yorkban halt meg, szívinfarktusban. A kórházban végig vele volt felesége, Anna és két fiuk. A New York-i Westchester Hills Cemetery-ben temették el. Egy nappal váratlan halála előtt nyilvánosságra hozták jelölését az Amerikai Színházi Hírességek Csarnokában. Utolsó nyilvános megjelenése február 14-én volt a Száz sztár éjszakáján, a Radio City Music Hall-ban. A Rockettes showján együtt táncolt Al Pacino-val és Robert de Niro-val.
Ellen Burstin színésznő így emlékszik vissza az estére:
“Késő este a Zöld szobánál bolyongtam, és megláttam Lee-t, aki ott ült Annával, és a rendezvényt közvetítő képernyőt nézte. Melléjük ültem és beszéltünk pár szót. Lee nem volt a rövid csevegések embere, úgyhogy nem maradtam sokáig. De mielőtt indultam volna, mondtam, ‘Lee, felkértek a Színészszakszervezet elnökségére.’ Odanyúlt és megveregette a hátam, ‘Ez csodálatos, kedvesem! Gratulálok!’ Ezek voltak az utolsó szavak, melyekkel valaha illetett. Két nappal később, kora reggel, még aludtam, amikor barátom és asszisztensem, Katherine Cortez benyitott a szobámba. ‘Most hívtak, hogy Lee Strasberg meghalt.’ ‘Nem, az nem lehet – jajgattam újra és újra – még nem vagyok kész’ – és a takarót a fejemre húztam. Korábban azt mondtam magamnak, föl kell erre készülni, de én még nem voltam fölkészülve. Nem tudtam, mihez kezdjek, kihez szaladjak, ha elakadok egy szerep tanulásakor. Búcsúztatása a Shubert Theater-ben volt, ahol az A Chorus Line-t játszották. Lee koporsóját a padsorok közti folyosón hozták el és a színpad közepére helyezték. A színház képviselői mind tiszteletüket tették – színészek, írók, rendezők, producerek és, ha nem is az összes diákja, de legtöbben közülük. Lee a színházi világ óriása volt. Azok a szerencsések, akik tőle tanulhattak, örökké érezni fogják a hiányát.”
Nyolcvanadik születésnapján Strasberg egy interjúban azt mondta, izgatottan tekint színházban töltött következő húsz évének elébe. Barátai szerint élete utolsó napjáig jó egészségnek örvendett. “Annyira váratlanul ért bennünket...” – mondta Al Pacino. “Fiatalossága mindig feltűnő volt. Sosem tűnt annyinak, mint amennyi valójában volt. – nyilatkozta Jane Fonda, amikor értesült Strasberg haláláról. Nem vagyok benne biztos, hogy nem miatta lettem színésznő. Hiányozni fog, de csodás örökséget hagyott maga után.”

## Hagyaték
Az amerikai filmkészítésre gyakorolt hatása
“A Method színjátszás akár közvetlenül hatott az új férfi sztárokra, akár nem, mindannyian Strasberg forradalmának részesei voltak... A romantikát a férfi mentális érzékenységének drámájaként értelmezte újra, a férfi szerepek karakterré formálódása példátlanul hiteles volt.” – írta Pamela Wojcik. Alison Hodge színészpedagógus, író így magyarázta: “Munkájuk látszólag spontán, intuitív, merengő, személyes, erős konfliktustól és ellentmondásoktól vezérelt, példája a fokozott naturalizmusnak, melynek feltárásának és előre mozdításának (Brando egyetért vagy sem) Lee Strasberg az életét szentelte.”
Pamela Wojcik:
“Az a módszer, hogy saját személyes érzéseiket a karakter érzéseibe helyettesítették be, az Actors Studio színészeit tökéletesen felvértezte annak a lehetőségével, hogy hollywoodi sztárokká váljanak... Röviden, Lee Strasberg átalakította a színészet társadalmi egyenlőségre törekvő eszméjét egy sztárgyártó gépezetté... Teljesen mindegy, ki “alkotta meg” Marlon Brando-t, vagy hogy ő mennyire volt hű Strasberghez; hogy Dean és Clift bekerültek-e a Studio-ba vagy sem. Legendás alakításaik során – az amerikai filmtörténet legmeghatározóbb alakításai – ez a három színész felfedezett egy újfajta testbeszédet, és egy új módját a dialógusok létrejöttének. A szavak közti szünetekben, a szem és az arc kifejezései pszichológiai valóságot és példátlan tartalmat adtak a játéknak. Artikulátlan beszédükkel ők voltak az érzelmek ékesszólói. Férfi dominanciájukat jóval kevésbé féltve a megalázástól, mint a korábbi színészek, megalkották az érzelmileg sebzett, sérülékeny idegen karakterét, aki önmaga megértéséért küzd és lealacsonyodó bűntudattól szenved. A Method-on nevelkedett filmszínészek az ötvenes években fokozott verbális és geszturális természetességet hoztak a színjátszásba, valamint élénkebb belső életet.”

## Az Actors Studio
1966-ban Strasberg megalapította Los Angelesben az Actors Studio Westet, 1969-ben pedig létrehozta a Lee Strasberg Theatre and Film Institute-ot New Yorkban és Los Angelesben. Ellen Burstin, Al Pacino és Harvey Keitel vezették a nonprofit Studiót, melyet elsősorban színészeknek, íróknak és rendezőknek szántak. 1974-ben egykori diákja, Al Pacino tanácsára Strasberg eljátszott egy kulcsfontosságú szerepet Pacino oldalán A Keresztapa II.-ben, majd 1979-ben az ...és légyen igazság-ban.

## Magyarul megjelent művei
- Színészmesterség mindenkinek. Gyakorlati útmutató személyiségfejlesztő csoportoknak, drámakurzusok résztvevőinek, hivatásos és amatőr színészeknek, színinövendékeknek, rendezőknek, színészpedagógusoknak és mindazoknak, akiket érdekel a színészmesterség. Lee Strasberg színészképző módszerének elveit és gyakorlatait összefoglalta S. Loraine Hull; ford. Pavlov Anna; Tericum, Bp., 1999
- Mestersége színész. A method acting születése és gyakorlása; ford. Marosi Viktor; L'Harmattan–Könyvpont, Bp., 2018

## További információ
- Hivatalos oldal
- Lee Strasberg a PORT.hu-n (magyarul)
- Lee Strasberg az Internetes Szinkronadatbázisban (magyarul)
- Lee Strasberg az Internet Movie Database-ben (angolul)
- Lee Strasberg a Rotten Tomatoeson (angolul)